# Acanthoscelides johnique
Acanthoscelides johnique is een keversoort uit de familie bladkevers (Chrysomelidae). De wetenschappelijke naam van de soort werd in 1986 gepubliceerd door Johnson.